# Hubert Lanz
Karl Hubert Lanz (Entringen, 22 maggio 1896 – Monaco di Baviera, 15 agosto 1982) è stato un generale tedesco, salito al rango di  General der Gebirgstruppe ("Generale delle truppe di montagna") durante la seconda guerra mondiale, nella quale comandò le unità nel fronte orientale e nei Balcani. Nel 1943, quale Comandante del 22º Corpo d'Armata tedesco, coordinò le unità impiegate nella battaglia dell'Isola di Cefalonia e di Corfù, nonché nelle successive massicce fucilazioni di militari italiani inquadrati nella 33ª Divisione di fanteria "Acqui".
Dopo la guerra, è stato processato e incriminato per diverse atrocità commesse sotto il suo comando nei Balcani. Rilasciato nel 1951, è entrato nel Partito Liberale Democratico in qualità di consulente per questioni militari e di sicurezza.